# Glänzende Faulschlammschwebfliege

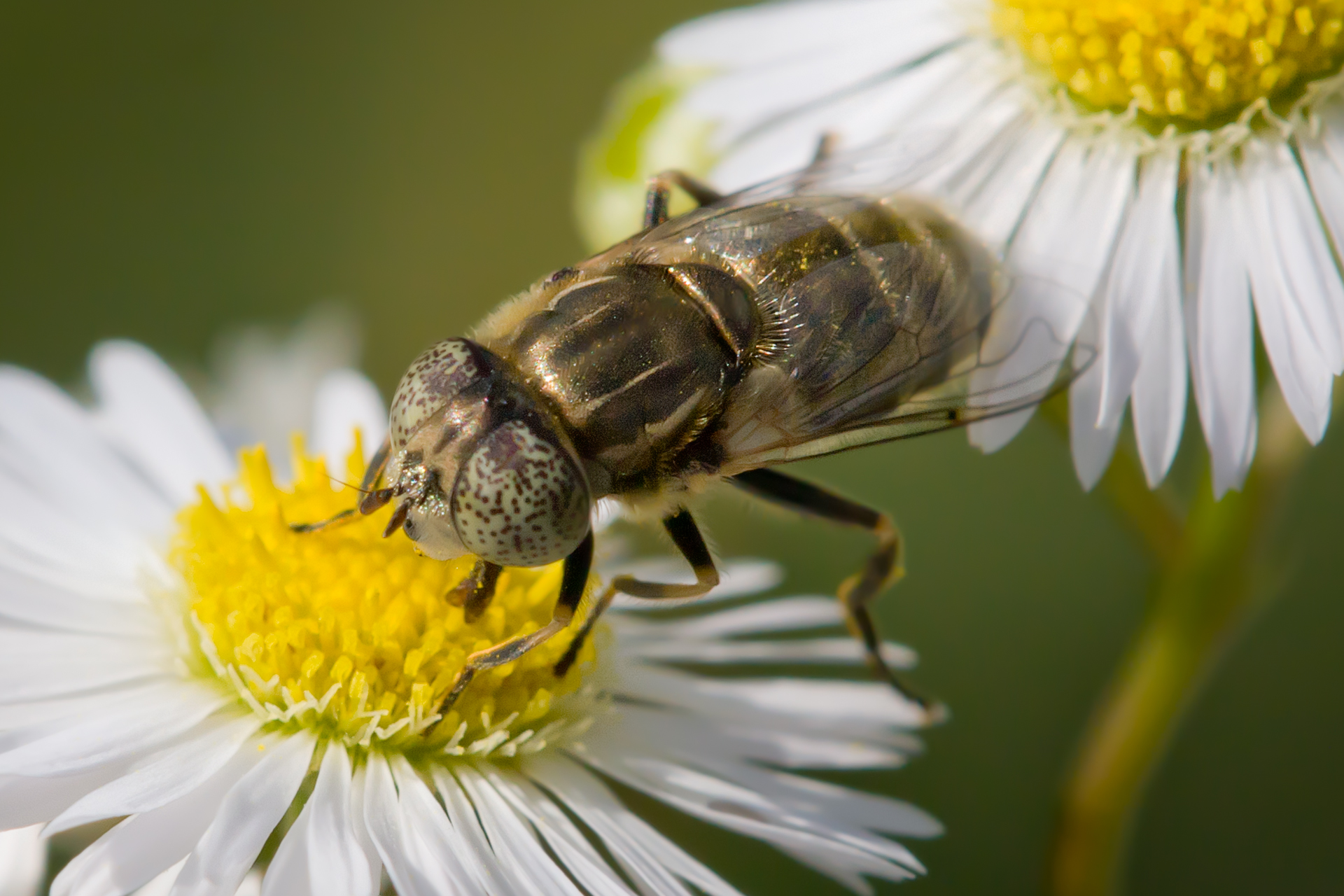
In Südeuropa haben besonders weibliche Tiere oft fünf graue Längslinien auf dem Mesonotum, ähnlich wie bei der Schwarze Augenfleck-Schwebfliege (Eristalinus sepulchralis)

Die Glänzende Faulschlammschwebfliege (Eristalinus aeneus) ist eine Fliege aus der Familie der Schwebfliegen (Syrphidae).

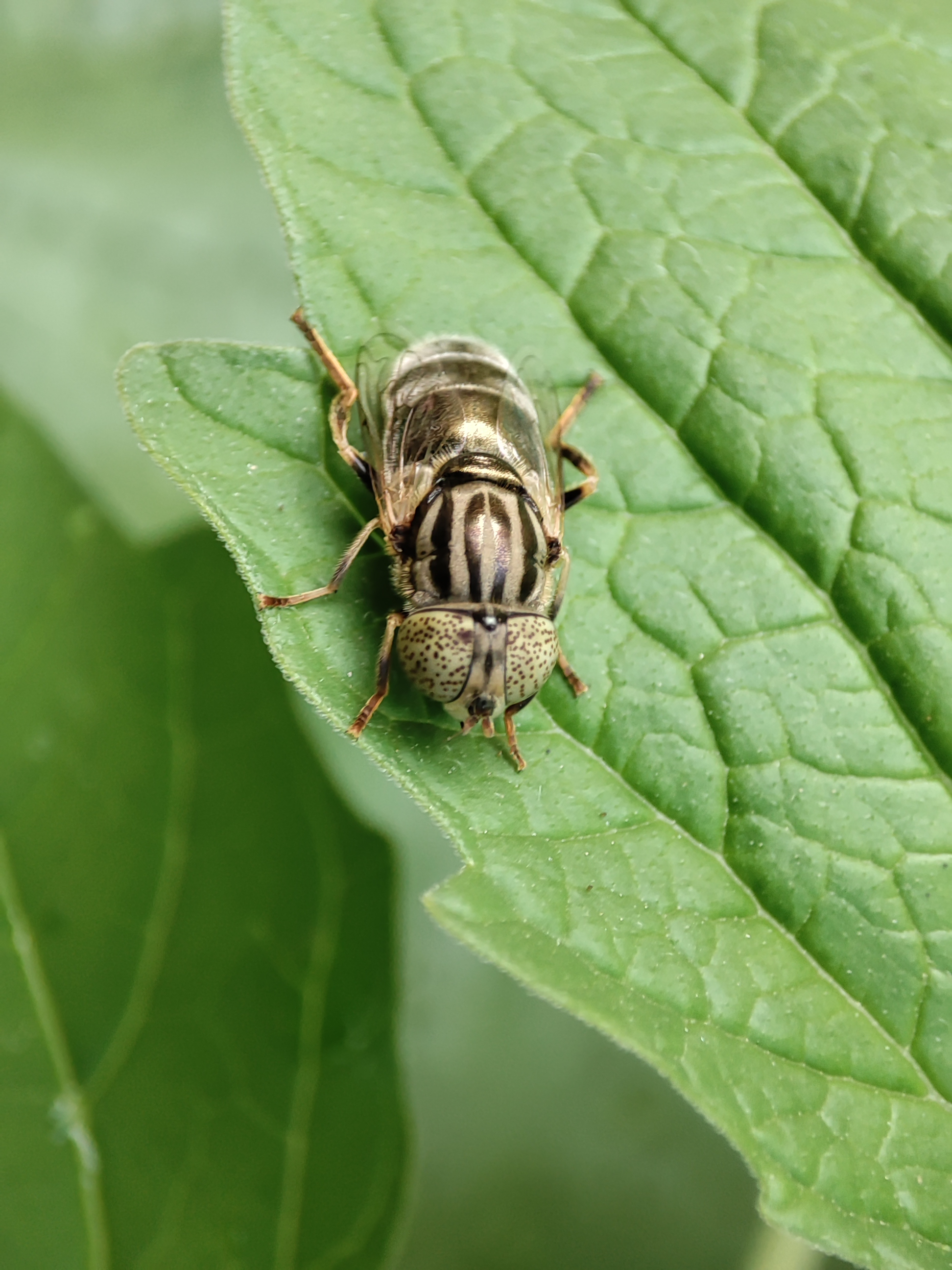
Glänzende Faulschlammschwebfliege, Behbahan

## Merkmale
Die Fliegen erreichen eine Größe von 8 bis 11 mm. Aus einiger Entfernung wirkt die dunkle und metallisch glänzende Art etwas verstaubt am Kopf. Bei näherer Betrachtung kann man die punktierten und zusammenstoßenden Augen erkennen. Die Fühler sind mattbraun und die Stirn ist hell bestäubt. Auf dem behaarten hellen Gesicht ist eine dunkle Mittelstrieme zu erkennen. Das Mesonotum, Schildchen sowie der Hinterleib sind bronzefarben metallisch glänzend sowie hell behaart. In Südeuropa haben besonders weibliche Tiere oft fünf graue Längslinien auf dem Mesonotum. Die Beine sind schwarz, die Knie gelb. Die Schiene hat einen Verlauf von gelb nach schwarz. Die Flügel haben leicht bräunliche Adern. Die Art kann mit der Schwarzen Augenfleck-Schwebfliege (Eristalinus sepulchralis) verwechselt werden, die aber nicht so glänzend ist, etwas breiter getrennte Augen besitzt und kleiner ist.

## Vorkommen
Die Glänzende Faulschlammschwebfliege ist in Europa, Nord- und Zentralasien, Afrika und Nordamerika verbreitet. In Mitteleuropa trifft man sie meist in der Nähe von Frischwasser, Küstenlagunen, Teichen, langsamen Flüssen, Strömen und Bewässerungsgräben an, im Binnenland aber auch entfernt vom Wasser. Sie fliegt von April bis September.

## Lebensweise
Die Imagines fliegen sehr schnell und niedrig über Grundvegetation, Felsen und Pflanzen. Sie sind Blütenbesucher an Margeriten, Giersch, Huflattich und Wilder Möhre. In Südeuropa überwintern die erwachsenen Tiere. Die Larven leben als Rattenschwanzlarven in schlammigen Gewässern, Schlick, Frischwassersickerungen und in den unreinen Felsenlachen an der Seeküste, im Binnenland auch in Tiermist wie etwa dem von Schweinen und bei Kläranlagen.

## Taxonomie und Systematik
Die Glänzende Faulschlammschwebfliege wurde 1763 von Scopoli unter dem Namen Conops aeneus beschrieben und 1804 von Latreille in die Gattung Eristalis gestellt. Meigen grenzte 1822 diese Gattung nach morphologischen Gesichtspunkten, vor allem nach der Flügeladerung ab. Rondani stellte 1845 die paläarktischen Arten, also auch die Glänzende Faulschlammschwebfliege, in der Untergattung Eristalinus zusammen. 1897 wurden durch Mik zwei Gattungen, nämlich Eristalodes und Lathyrophthalmus von der Gattung Eristalis abgetrennt, die Glänzende Faulschlammschwebfliege kam in die Gattung Lathyrophthalmus. Die Untergattung Eristalinus mit wenigen verbleibenden Arten wurde ebenfalls meist als eigene Gattung angesehen. In den Verzeichnissen gegen Ende des 20. Jahrhunderts wie Catalogue of Diptera of the Afrotropical Region von Smith und Vockeroth, 1980, und dem Manual of Palaearctic Diptera von Thompson und Rotheray, 1998, wurden die drei Gattungen jedoch wieder als Untergattungen in der Gattung Eristalinus zusammengefasst. Daher wird derzeit meist der wissenschaftliche Name Eristalinus (Lathyrophthalmus) aeneus für die Glänzende Faulschlammschwebfliege verwendet. Molekulargenetische Arbeiten, Larvenuntersuchungen und die von Kanervo 1938 zur Gattungsunterscheidung eingeführte Untersuchung der männlichen Geschlechtsorgane der Fliegen könnten jedoch zu einer Neugruppierung des Artenkomplexes führen. Die Aufgabe des Konzepts der drei Untergattungen bringt aber speziell bei der Glänzenden Faulschlammschwebfliege keine Änderung des Gattungs- und Artnamens mit sich.